# Diatraea maronialis
Diatraea maronialis là một loài bướm đêm trong họ Crambidae.